# Escarlate
Escarlate (do persa transliterado: säqirlāt) é um tom de vermelho com uma matiz a pender para a cor laranja. É uma cor pura do círculo cromático. É mais vermelho que a cor vermelhão. Tradicionalmente, escarlate é a cor da chama. Também pode refletir a cor do sangue. Escarlate é composto por vermelho e laranja.
Considera-se que o espectro de emissão para o composto do estrôncio está na área vermelho escarlate do espectro visível. A linha espectral ocorre aos 660,8 nanômetros, 650,4 nanômetros e 707,0 nanômetros.